# Bågø
Bågø of Baagø is een Deens eiland in de Kleine Belt, tussen Jutland en Funen. Het eiland heeft een eigen parochie, Bågø, behorende tot de gemeente Assens. Bågø beschikt over een veerpontverbinding met Assens. Er zijn twee dorpjes op het eiland, Bågø By en Østerklint, waarvan de eerstgenoemde de hoofdplaats van het eiland is en de laatstgenoemde een significant kleiner plaatsje is. 
In het zuiden van het eiland liggen de restanten van een langdysse.